# 좌언좌타
좌언좌타는 야구에서 언더핸드의 형식으로 공을 던지고 타석에선 좌타자의 타석으로 들어서는 야구 선수를 가리키는 단어이다.

## 설명
좌언좌타는 좌사좌타와 함께 좌투좌타 유형 중에 하나인 야구 선수 유형이다. 좌사좌타와 마찬가지로 좌언좌타도 전부 투수에 포진되어 있다. KBO에선 좌언좌타인 선수는 임현준, 김창훈이 있으며 MLB에서는 마이크 마이어스, 브라이언 푸엔테스가 좌언좌타인 선수가 된다.

## 같이 보기
- 야구
- 투수